# Polygonum romanum
Polygonum romanum Jacq. – gatunek rośliny należący do rodziny rdestowatych (Polygonaceae Juss.). Występuje naturalnie we Włoszech (wliczając Sardynię), Hiszpanii (między innymi na Balearach) oraz Maroku. 

## Morfologia
LiścieBlaszka liściowa liści odziomkowych ma kształt od równowąskiego do równowąsko lancetowatego. Gatka ma kilka bladych żyłek.
KwiatyZebrane w ulistnione kłosy. Mają białawą barwę.
Gatunki podobneRoślina jest podobna do gatunku P. maritimum, lecz nieco różni się od niego gatką, liśćmi oraz kwiatami.

## Zmienność
W obrębie tego gatunku oprócz podgatunku nominatywnego wyróżniono 2 podgatunki:
- Polygonum romanum subsp. balearicum Raffaelli & L.Villar
- Polygonum romanum subsp. gallicum (Raffaelli) Raffaelli & L.Villar